# يوليوس شريدر
يوليوس شريدر (بالألمانية: Julius Schrader)‏ هو رسام ألماني، ولد في 16 يونيو 1815 في برلين في ألمانيا، وتوفي في 16 فبراير 1900 في Groß-Lichterfelde ‏ في ألمانيا.